# Franjo Čibej
Franjo Čibej, slovenski pedagog, filozof in strokovni pisec, * 21. junij 1901, Gorica, † 15. maj 1929, Ljubljana.

## Življenje in delo
Družina se je večkrat selila, zato je osnovno šolo obiskoval v Trstu, klasično gimnazijo v Gradcu, po preselitvi v Ljubljano (1919) je obiskoval 8. razred na poljanski gimnaziji. Po maturi je na  Filozofski fakulteti v Ljubljani študiral filozofijo, pedagogiko in matematiko. Leta 1924 je diplomiral in se kot profesor zaposlil na ljubljanskem učiteljišču, 1925 pa je doktoriral z disertacijo Predmetno-psihološka  analiza socialnih form. Veliko je pisal o pedagoških, socialnih in filozofskih vprašanjih ter o otroški in mladinski psihologiji. Članke in razprave je objavljal v Domu in svetu, Pedagoškem zborniku, Socialni misli in Popotniku. Čibej je bil oster pronisljiv um, široko razgledan, kljub temu pa po značaju skromen in ljubezniv. Živel je samo za študij in iskanje duhovnih vrednot. Vsi so mu - ne glede na svetovni nazor - priznavali objektivnost, zraven tega pa izjemno nazornost v ekspoziciji njegovih idej.